# Kurt Steinbart
Kurt Steinbart (* 19. September 1890 in Groß-Lichterfelde bei Berlin; † 6. April 1981 in Rom) war Professor für Kunstgeschichte an der Universität Marburg und überzeugter Nationalsozialist.

## Lebenslauf
Steinbart war der Sohn des Berliner Bankiers und Kunstsammlers Karl Steinbart (1852–1923). Er nahm am Ersten Weltkrieg teil. 1920 erfolgte die Promotion in Kunstgeschichte über den Maler Jacob Cornelisz von Amsterdam an der Universität Greifswald. Von 1920 bis 1922 war er Kommandeur eines Freikorpsverbands im Kreis Westprignitz (Organisation Escherich). Er gehörte dem Stahlhelm an. 1922/23 war Steinbart Kunsthändler bei van Diemen in Berlin, wobei er auch viel in Europa reiste. Ab 1928 wirkte er nach der Habilitation in Marburg, ab WS 1934/35 mit einem Lehrauftrag für niederländische Kunstgeschichte. Steinbart war Mitglied der NSDAP und der SA. Im November 1933 unterzeichnete er das Bekenntnis der deutschen Professoren zu Adolf Hitler. 1936 wurde er ao. Professor und 1939 apl. Professor für Kunstgeschichte. Einer seiner Schüler ist Günther Schiedlausky, der an führender Stelle den Kunstraub in Europa organisierte. 1939 wurde Steinbart zum Kriegsdienst einberufen. Ab 1945 lebte er in Rom als Privatgelehrter. Neben niederländischer Kunstgeschichte des 17. Jahrhunderts befasste er sich mit deutscher Spätgotik.

## Publikationen
- Johann Liss. der Maler aus Holstein. Deutscher Verein für Kunstwissenschaft, Berlin 1940.
- Konrad von Soest. Schroll, Wien 1946.
- Masaccio, Wien: Schroll 1948